# Valle del Lago
Valle del Lago (El Vaḷḷe en asturiano y oficialmente El Vaḷḷe/Valle del Lago) es una parroquia del concejo de Somiedo, en el Principado de Asturias (España), con la categoría de lugar. Ocupa una extensión de 29,76 km². Está situada a 11,4 km de la capital del concejo. Su templo parroquial está dedicado a Santa María Magdalena. Alberga una población de 118 habitantes (INE 2006).

## Arquitectura popular
En este lugar hubo un conjunto considerables de casas con teitos de escoba, así como cabañas de igual construcción en sus brañas, hasta muy avanzado el siglo XX. El historiador antropólogo Julio Caro Baroja presenció el lugar e hizo una buena descripción en su libro Los pueblos de España. Se conserva un molino hidráulico conocido con el nombre de Auteiro, situado a unos 5 km del lago, en el camino que conduce a la braña de Sousas. Es de planta rectangular con muros de piedra y tejado de teito de escoba cuya cumbre se sujeta con el sistema de zancas.

## Barrios
- Valle del Lago (El Vaḷḷe/Valle del Lago)
- La Ribaḷḷuenga
- La Pinieḷḷa
- La Caleicha
- La Quintana
- L´Auteiro